# Gustav Malkewitz

Gustav Malkewitz

Gustav Malkewitz (* 15. Mai 1861 in Wollin (Pommern); † 18. September 1924 in Stettin) war ein deutscher Druckereibesitzer, Verleger und Politiker.

## Leben
Gustav war der Sohn des Maschinenbauers Theodor Malkewitz, der aus Lohme auf Rügen stammte. Seine Mutter Mathilde Bartelt gehörte einer älteren Wolliner Ackerbürgerfamilie an. Nach Besuch der Wolliner Bürgerschule besuchte er die französische Knabenschule in Stettin. Anschließend erlernte er den Beruf des Buchdruckers. Im Jahr 1882 wurde er Redakteur der „Pommerschen Reichspost“. Im folgenden Jahr gründete er eine eigene Druckerei.
Von 1888 bis 1900 war er Stadtverordneter in Stettin. In der Zeit von 1900 bis 1918 war er Mitglied des Preußischen Abgeordnetenhauses. Von 1903 bis 1918 gehörte er als Abgeordneter der Deutschkonservativen Partei dem Reichstag des Deutschen Kaiserreichs an, 1919 der Weimarer Nationalversammlung und bis 1924 als Abgeordneter der DNVP dem Reichstag der Weimarer Republik.

## Schriften
- Geschichte der Stadt Wollin in Pommern. Verlag der Pommerschen Reichspost, Stettin 1904. (Digitalisat: urn:nbn:de:gbv:9-g-5188257)